# Remington Model 1858

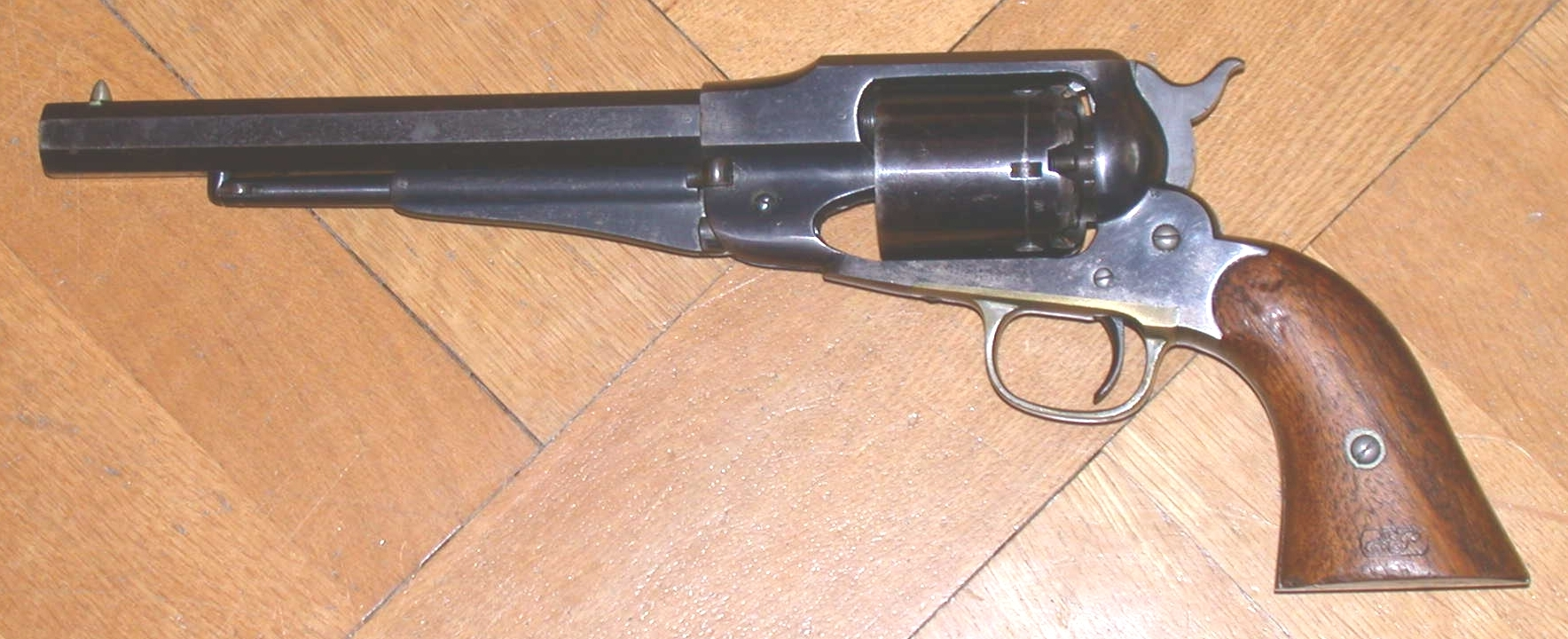
Remington New Model Army

El Remington New Army Model 1858 és un revòlver a percussió de calibre .44 (Army) i .36 (Belt) produït per Remington Arms. Va ser millorat donant naixement al Model 1861 que va ser el model més difós a partir de 1863. La presència de la data de la patent de 1858 sobre les 3 armes fa confondre, a la majoria de gent, el model 1863 amb el model de 1858. Des de mitjans de la dècada de 1960 hi ha firmes italianes que en fabriquen reproduccions de qualitat acceptable, en gran nombre. Era molt ben considerat per la seva robustesa i la seva gran precisió.

## Manipulació
La càrrega d'aquest revòlver es fa per la part davantera del tambor: una dosi de pólvora, 1 tac (opcional en funció la dosi de pólvora per omplir el buit entre la pólvora i la bala), després la bala, col·locada de manera que quedi a nivell amb la vora del tambor.
Una vegada totes les recambres han estat carregades, el tirador pot afegir greix a les bales amb la finalitat d'evitar les deflagracions en cadena (accident que té lloc, quan una espurna passa de la recambra activa a una o més de les altres recambres, provocant la sortida de diversos tret. Una deflagració en cadena en cadena pot produir-se amb bales col·locades, si el pla d'aquestes es comunica a través de la recambra. El greix s'utilitza també per a prevenir les càrregues contra la humitat.
És només després d'aquestes operacions quan el tirador pot afegir els seus pistons de fulminat, que ha de procurar pinçar-los de manera que tapint les xemeneies.
Amb una mica d'entrenament es triga aproximadament un minut en carregar un revòlver de pólvora negra .

## Una utilització principalment militar
Al voltant de 106.000 d'aquests revòlvers van ser adquirits per la US Army i la US Navy durant la Guerra de Secessió dels Estats Units.
Al voltant de 15.000 revòlvers Remington van ser venuts en el mercat civil, i es van fer visibles sobretot a les mans de Frank James i de Buffalo Bill.
En el cinema, aquest cèlebre revòlver ha fet diverses aparicions en el film Django Unchained de Quentin Tarantino.

## Variants
- Remington-Beals Army Model Revòlver: Calibre .44 PN. Canó de 20 cm. Marc curt (amb baqueta). 1 900 armes fabricades de 1861 a 1862, de les quals aproximadament la meitat van ser venudes a la US Army.
- Remington-Beals Belt Model Revòlver: Calibre .36 PN. Canó de 19 cm. Marc curt. 14 500 armes fabricades de 1861 a 1862. Aproximadament 1 000 venudes a la US Navy.
- 1861 Army Revòlver: Calibre .44 PN. Canó de 20 cm. Marc llarg. 6 000 armes fabricades l'any 1862, la majoria venudes a la US Army.
- 1861 Navy Revòlver: Calibre .36 PN. Canó de 18,7 cm. Marc llarg. 7 000 armes fabricades l'any 1862. Aproximadament 1 000 venudes a la US Navy.

De fet, els Remington Army, Navy i Belt-Revòlvers, patentats per l'inventor F. Beals el 1858 es van desenvolupar en tres fases:
- La primera fase, fabricació 1861/62.
- La segona fase data de 1861 amb una modificació sobre el marc tenint l'objectiu de fer-lo més sòlid.
- La tercera i última fase, data efectivament de 1863, i té l'aspecte final. El marc es va canviar de nou, es van afegir unes osques intermèdies i el llautó va ser substituït per acer.

## Caractéristiques
1863 New Model Army
- Tipus : Revòlver amb carcassa tancada amb baqueta.
- Funcionament : simple acció.
- Munició : Calibre .44 PN pels cartutxos en paper, .46 RF, .44 Colt i .45 Colt per les armes convertides a cartutxos metàl·lics.
- Longitud : 349 mm
- Canó : 203 mm
- Massa : 1,27 kg
- Tambor : 6 trets
- Producció : 132 000 armes venudes entre 1863 i 1875 (106 000 a l'exèrcit).

1863 New Model Navy
- Tipus : Revòlver amb carcassa tancada amb baqueta.
- Funcionament : simple acció.
- Munició : Calibre .36 PN pels cartutxos en paper i .38 RF per les armes convertides a cartutxos metàl·lics.
- Longitud : 337 mm
- Canó : 190 mm
- Massa : 1,19 kg en .38
- Tambor : 6 trets
- Producció : 28 000 armes venudes entre 1863 i 1875. (4 300 a la marina)

New Model Belt
- Tipus : Revòlver amb carcassa tancada amb baqueta.
- Funcionament : simple acció.
- Munició : Calibre .36 PN pels cartutxos en paper i .38 RF per les armes convertides a cartutxos metàl·lics.
- Canó : 165 mm
- Tambor : 6 trets
- Producció, estimació : 2 500 - 3 000 armes fabricades entre 1865 i 1873 pel mercat civil.

## Conversions

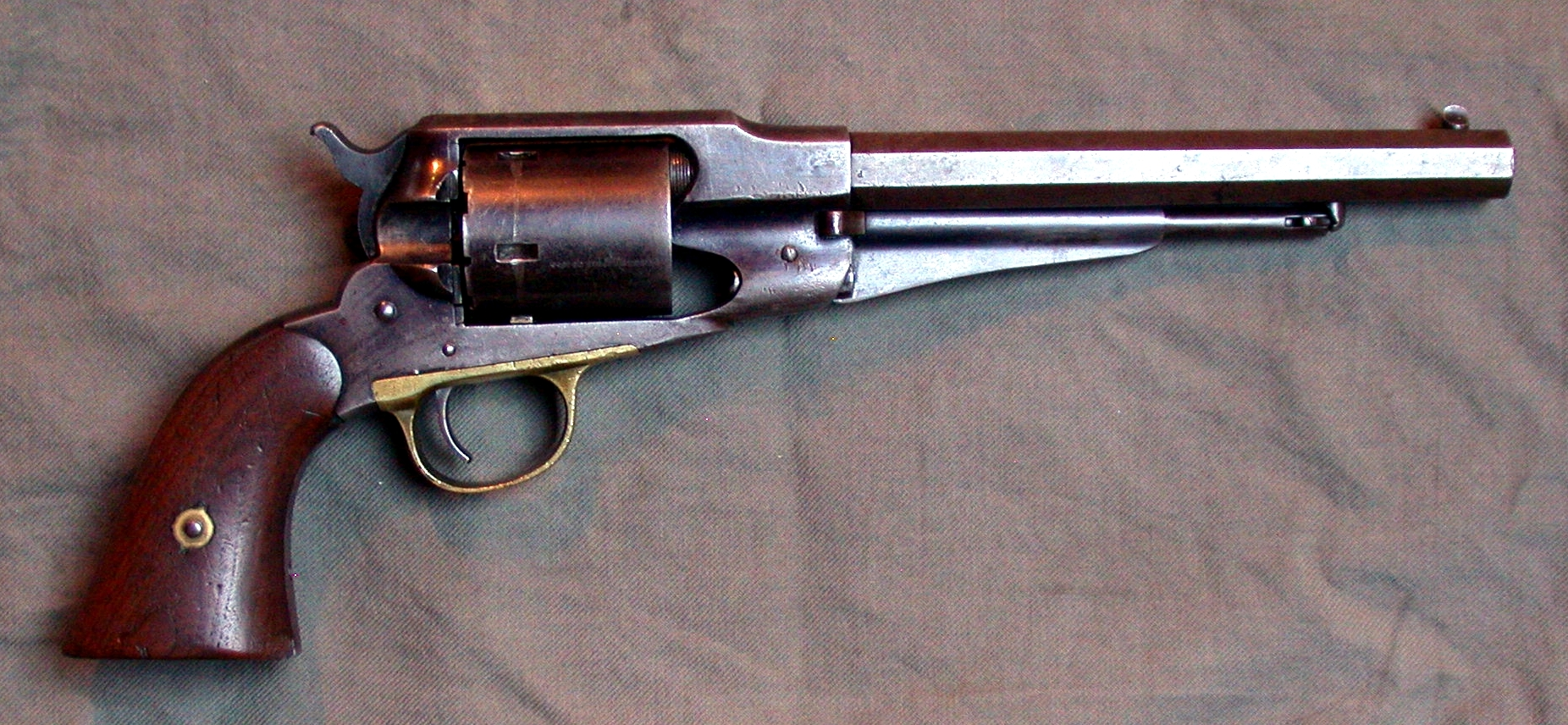
Remington Conversió cal .46

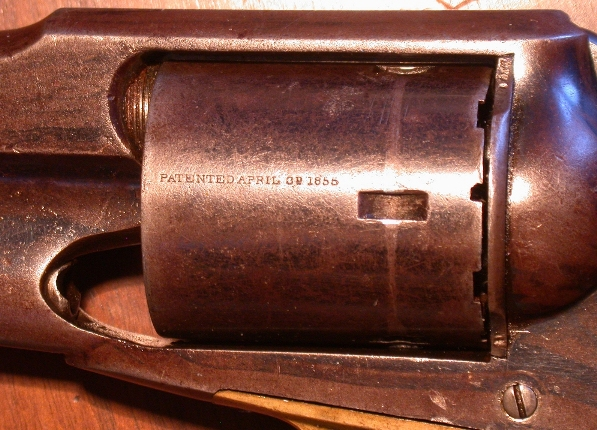
Remington Conversió, Rollin White-Patent

Amb l'arribada de cartutxos metàl·lics, el 1868, Remington va començar a transformar els revòlvers de percussió New Model Army per poder disparar cartutxos metàl·lics. Un total de 4574 revòlvers van ser convertits, el cilindre original va ser reemplaçat per un tambor perforat d'un costat a acomodar cinc cartutxos de percussió anul·lar de 0,46 polzades de calibre. Aquests revòlvers són identificats per portar gravat al canó: PATENTED APRIL 3D 1855, data de la patent de Rollin White, un ex-empleat de Colt, que va vendre els seus drets d'explotació a Smith & Wesson. Un acord amb Smith & Wesson va permetre a Remington treure al mercat els anomenats Remington Improved Army Revolvers.
En els altres models, els més petits del calibre 38 i les pistoles del model nou de la Marina es van sotmetre a la conversió, compte apart, els nombrosos canvis realitzats localment per armers artesans.

## En l'actualitat
El Remington New Model és una arma que es troba molt sovint als camps de tir. Molts fabricants de rèpliques han produït còpies que s'ajusten més o menys al model original. L'èxit d'aquest model es deu a la seva gran simplicitat i robustesa. Aquestes rèpliques, excepte en casos especials (pany mal ajustat, cambres ovals, etc.) són en general força precises i a l'abast de tots els pressupostos, permetent aprendre a disparar armes antigues per un cost modest.
En el camp de tir, les càrregues de pólvora són generalment baixes (al voltant de 0,9 a 1,5 g per a un .44 i de 0,5 a 1 g per a un .36) per tal de garantir un tir precís. Tanmateix, no hi ha taules de recàrrega predefinides, ja que cada rèplica necessita una càrrega personalitzada

## Galeria

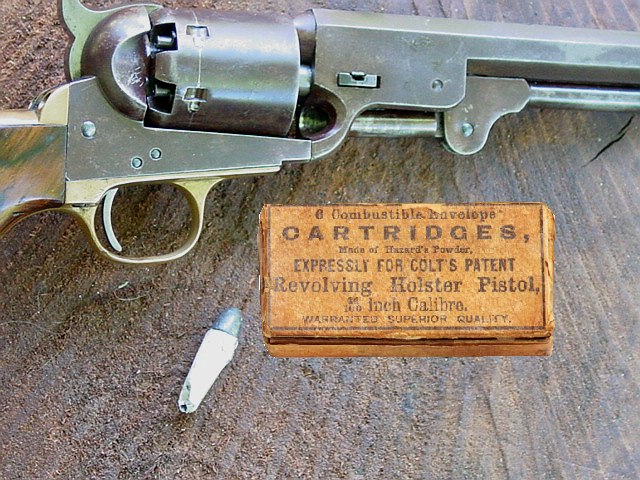
Cartutxos de paper combustible, una caixa de sis
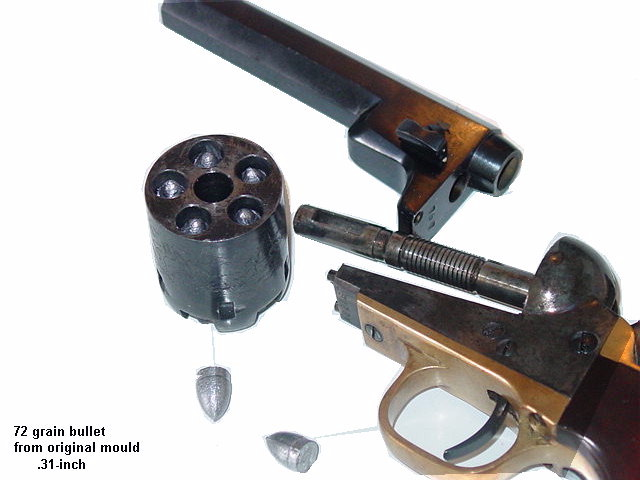
La palanca de cilindre servia per empènyer la bala en els models sense palanca de càrrega
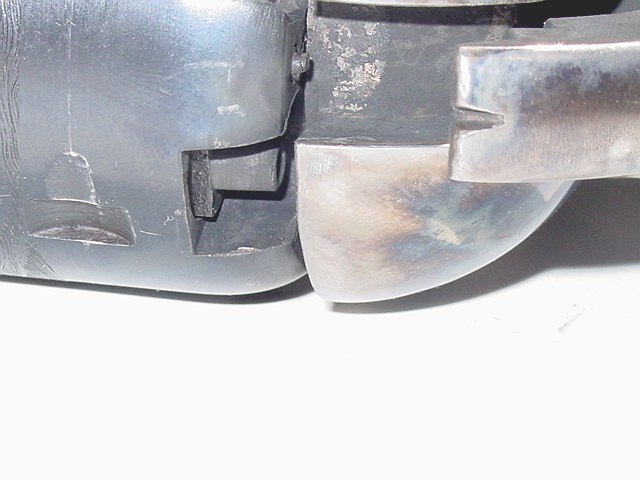
Passador de seguretat entre les cambres del tambor i el canó
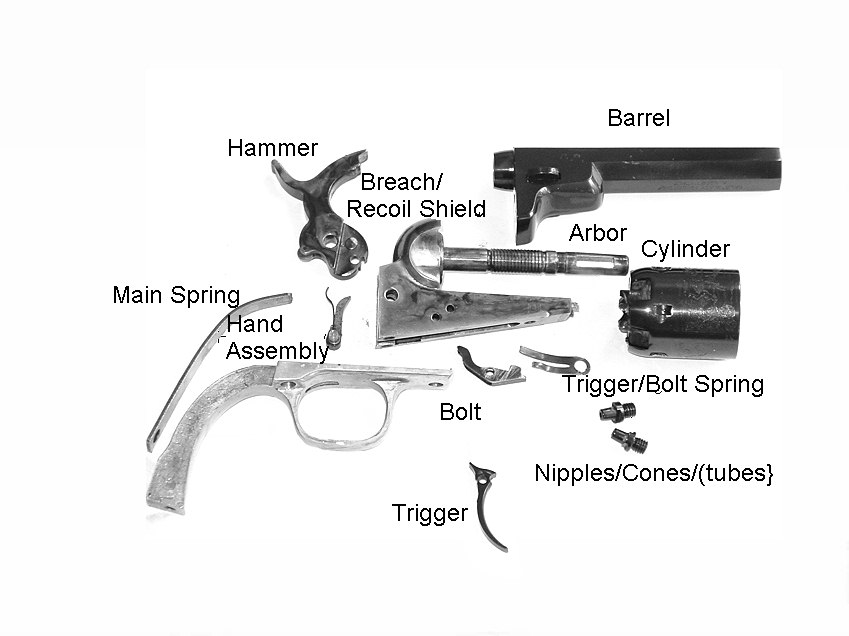
Revòlvers Colt Post-1850
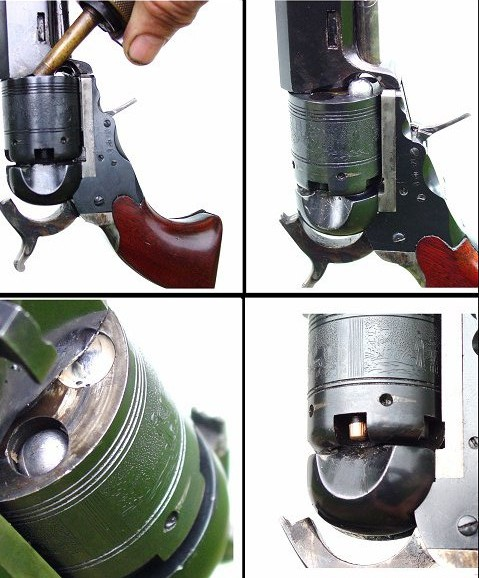
Seqüència de càrrega d'un revòlver amb percussió de pistó